# 杆石桥街道
杆石桥街道是中国山东省济南市市中区的一个街道。
杆石桥街道得名于辖区内的杆石桥，中国共产党山东省委员会和济南市委员会均位于该地区。

## 人口
2010年中国第六次人口普查时，杆石桥街道共有人口44318人。共有家庭15594户，平均每户2.76人。14岁以下的少年儿童共5672人，占总人口12.79%；15-64岁人口共33152人，占总人口74.80%；65岁及以上的老年人共5494人，占总人口的12.39%。男性共计21332人，占总人口48.13%；女性共计22986，占总人口51.86%。本地居住的人口中，拥有本地户籍的人口为35053人，占79.09%。